# Университет Майами (Огайо)
Университет Майами в Огайо (англ. Miami University) — государственный исследовательский университет в городе Оксфорд, штат Огайо, в США. Основан в 1809 году, но обучение в нём началось только в 1824 году. Десятый в списке старейших государственных университетов США и второй старейший в Огайо после Университета Огайо.

## История
Университет Майами был основан в долине Майами к северо-западу от реки Огайо в соответствии с Актом Конгресса 1792 года, подписанным Джорджем Вашингтоном после того, как Огайо получил статус штата в 1803 году. Акт об учреждении университета был принят 2 февраля 1809 года, тогда же был создан совет попечителей. Университетский город был пеереименован в Оксфорд, Огайо в 1810 году. Но из-за войны 1812 года строительство университета было отложено, работать он начал только 1 ноября 1824 года. Первым канцлером стал Роберт Гамильтон Бишоп, пресвитерианский священник и профессор истории. В первый год было всего 20 студентов и два преподавателя, помимо Бишопа. Изучались греческий и латинский языки, алгебра, география и история Рима. На следующий год были добавлены современные языки, прикладная математика и политическая экономика.
В 1827 году студенты приобрели печатный станок и начали издавать газету «Литературный фокус». Вскоре её сменил еженедельник «Литературный реестр», а с 1867 года «Студент Майами». Они считаются старейшими университетскими газетами в США.
В 1829 году были добавлены кафедра теологии и фермерский колледж (для детей фермеров, а не сельскохозяйственная школа).
В 1833 году в университете Майами своё отделение открыло братство Альфа Дельта Фи, В 1839 студенты создали собственное братство Бета Тета Фи; наряду с Юнион-колледжем Майами претендует на звание Матери Братств. Но руководство университета не поощряло создание братств, протесты студентов против такой политики закончились исключением зачинщиков. После того, как количество студентов достигло 250 в 1839 году, и по этому показателю Майами вышел на четвёртое место после Гарвардского университета, Йельского университета и Дартмутского колледжа, популярность университета Майами пошла на спад и в 1873 году университет закрылся — так закончилась история «Старого Майами».
История «Нового Майами» началась через двенадцать лет, когда в 1885 году университет снова начал работать. До конца XIX века количество учащихся в Майами не достигало и ста человек, но в начае XX века штат Огайо значительно увеличил финансирование, и университет начал развиваться. В 1888 году было разрешено совместное обучение юношей и девушек. В 1907 году число студентов достигло 700, из них около трети женщин. Эндрю Карнеги выделил $40 000 на строительство новой библиотеки университета. 

В 1928 году университет Майами поглотил Женский колледж Оксфорда, в начале тридцатых число студентов составило 2200, а в 1952 дошло до 5000. В 1966 году было открыто региональное отделение в Миддлтауне, Огайо, в 1968 отделение в Гамильтоне, Огайо и Европейский центр университета Майами в Люксембурге (the Miami University Dolibois European Center). В 1974 году Западный женский колледж Оксфорда был продан университету.

## Кампус
Кампус университета Майами расположен в городе Оксфорд, штат Огайо, в долине Майами на юго-западе штата. Развитие кампуса началось в 1818 году со строительства многоцелевого здания Франклин-холла. В 1825 году было построено старейшее жилое здание Майами, Элиотт-холл. Сейчас территория кампуса занимает около 8 квадратных километров.
70 % жителей Оксфорда составляют учащиеся университета.

## Студенты
По состоянию на осень 2014 года в Майами было 15 813 бакалавров и 2643 магистра. Здесь учатся представители всех 50 штатов и ещё 77 стран. Было получено 25 301 заявка, из них принято 65 %, 22 % поступили.

## Рейтинг
U.S. News & World Report в 2015 году  поставило программу подготовки бакалавров Майами на 75-е место среди университетов США, он вошёл в тридцатку лучших государственных университетов. По версии Forbes Майами занял 155-е место из всех американских колледжей и университетов.

## Отделения
1. Колледж искусства и науки[8]
2. Фермерская школа бизнеса
3. Колледж креативного искусства (бывший колледж изящных искусств)
4. Колледж образования, здоровья и общества[9]
5. Колледж технологий и информатики
6. Аспирантура
7. Колледж профессионального обучения и прикладных наук

Майами предлагает возможность получить степень магистра по более пятидесяти отраслям знаний, степень доктора по двенадцати отраслям.

## Спорт
Спортивные команды университета Miami RedHawks участвуют в различных национальных соревнованиях. Основные виды спорта:
- американский футбол (В кампусе есть стадион на 24 286 мест)
- хоккей
- баскетбол
- синхронное фигурное катание.

## Выдающиеся выпускники
- Бенджамин Гаррисон, 23-й Президент США (окончил Майами в 1852 году)[10]
- Чарльз Андерсон, 27-й губернатор Огайо (1833)[11]
- Чон Унчхан, бывший премьер-министр Южной Кореи (1972)[12]
- Мария Кантуэлл, сенатор от штата Вашингтон
- Пол Райан, член палаты представителей США от Висконсина
- Рита Дав, поэтесса[13]
- Арт Клоки, мультипликатор
- Марк Колман, профессиональный борец
- Уолли Щербяк, баскетболист
- Рон Харпер, баскетболист
- Джон Харбо, футбольный тренер
- Дэн Бойл, хоккеист
- Рейли Смит, хоккеист
- Райли Барбер, хоккеист